# Mao mộc nhĩ
Mao mộc nhĩ (毛木耳, pinyin: máo mù ěr) hay vân nhĩ (云耳, pinyin: yún ěr), có nơi còn gọi chệch thành mâu mộc nhĩ (danh pháp khoa học: Auricularia polytricha) hay đơn giản chỉ là mộc nhĩ (木耳, pinyin: mù ěr) là một loài nấm. Nó có màu nâu xám sẫm, hình tai người và thường được sử dụng trong ẩm thực châu Á. Trong tiếng Nhật nó được gọi là kikurage. Nó cũng được gọi là mộc nhĩ đen, do khi phơi khô cũng có màu đen.
Loài mộc nhĩ này mọc trên các thân cây gỗ mục. Màu của nó nâu sẫm nhưng trong mờ. Nó thường được bán ở dạng đã sấy hay phơi khô và cần ngâm nước trước khi dùng. Nó gần như không có mùi vị, nhưng được đánh giá cao nhờ kết cấu tựa cao su, tương đối cứng và giòn cũng như một số tính chất y học có lợi cho sức khỏe, bao gồm cả tính chất chống đông tụ mới được phát hiện gần đây.
Auricularia auricula-judae, một loài có họ hàng gần, cũng được sử dụng trong ẩm thực châu Á.
Mộc nhĩ trắng, một loài nấm ăn được khác và có màu trắng, là một loài riêng có danh pháp khoa học Tremella fuciformis thuộc bộ Tremellales.